# Empoasca ishiharai
Empoasca ishiharai is een halfvleugelig insect uit de familie dwergcicaden (Cicadellidae). De wetenschappelijke naam van de soort werd voor het eerst geldig gepubliceerd in 1973 door Anufriev.